# Maja e Kollatës
Maja e Kollatës – szczyt w Górach Północnoalbańskich (alb. Bjeshkët e Namuna, serb. Prokletije) w północnej Albanii, w Parku Narodowym Doliny Valbony.
Szczyt ma wysokość 2556 m n.p.m. (lub 2552 m n.p.m.) i jest najwyższym spośród trzech głównych szczytów masywu Kolata. Drugi i trzeci co do wysokości to: Zla Kolata (2534 m n.p.m.) i Dobra Kolata (2528 m n.p.m.) na granicy z Czarnogórą, na północny zachód od Maja e Kollatës. Od strony północnej szczyt podcięty jest wysokimi ścianami dobrze widocznymi od strony czarnogórskiej (np. ze Zlej Kolaty). 
Ze szczytu roztacza się z panorama najwyższych części Gór Dynarskich - Gór Północnoalbańskich, widoczne jest Jezioro Szkoderskie, jak również dostrzegalne są tak odległe lub wybitne szczyty jak Kom Vasojevićki (Czarnogóra, 2440 m n.p.m., odległy o 30 km), Katunić (Serbia, 1726 m n.p.m., odległy o 88,5 km), Karađorđev Šanac (Serbia, 1396 m n.p.m., odległy o 106 km), Marijaš (Serbia/Kosowo, 2524 m n.p.m., odległy o 21 km), Djeravica (Serbia/Kosowo, 2656 m n.p.m., odległy o 20 km), czy Golem Korab (Serbia, 2764 m n.p.m., odległy o 93 km).